# Halme formicaria
Halme formicaria là một loài bọ cánh cứng trong họ Cerambycidae.